# Hanceola labordei
Hanceola labordei là một loài thực vật có hoa trong họ Hoa môi. Loài này được (H.Lév.) Y.Z.Sun mô tả khoa học đầu tiên năm 1942.